# Лейвиман, Александр Львович
Александр Львович Лейвиман (род. 29 января 1949 года в Черновцах) — российский бизнесмен, заработавший состояние на телекоммуникациях, недвижимости и финансах; глава медийного направления АФК «Система». Входил в список богатейших бизнесменов России 2005 года.

## Биография
Александр Лейвиман родился 29 января 1949 года в Черновцах. В 1972 году окончил Московский химико-технологический институт имени Менделеева, по образованию инженер-технолог. В 1972—1973 годах был заместителем начальника цеха «Мосбытхима», в 1975—1977 годах работал старшим научным сотрудником Института научно-исследовательского и проектного института в области охраны труда и защиты окружающей среды в промышленности строительных материалов в Новороссийске (НИПИОТСТРОМ). В 1978—1992 годах был ведущим инженером конструкторского бюро Черновицкого университета, главным инженером, заместителем директора Черновицкого химического завода. С 1992 года — заместитель генерального директора инновационного фонда мэрии Москвы.
В АФК «Система» работает с 1993 года, с этого момента и начался рост активов бизнесмена, чему он, по некоторым данным, обязан университетскому другу Владимиру Евтушенкову. В 1996—1997 годах возглавлял АО «Система-Инвест», в 1997—1999 годах — ВАО «Интурист». В 1997 году возглавлял финансово-инвестиционный комитет АФК «Система». В 1999 по 2002 год был первым вице-президентом АФК «Система», руководил финансово-инвестиционным комплексом. Во время работы в АФК «Система» разработал и применил на практике стратегию развития финансово-инвестиционного комплекса корпорации, в 2000 году по его инициативе американские депозитарные акции компании «Мобильные ТелеСистемы» были размещены на Нью-Йоркской фондовой бирже. В 2003 году стал генеральным директором ОАО «Система Масс-Медиа» (управляет такими дочерними компаниями, как газета «Метро», «Россія», «Литературная газета», компания «Система Мультимедиа», «Космос ТВ», агентство «Максима»). Последнее решение было принято в связи с большой перспективой телекоммуникационного сектора. Планировался запуск интерактивного телевидения.
В 2010 году «Система масс-медиа» Александра Лейвимана обратилась в Арбитражный суд Москвы с иском к интернет-магазину «Видео.ру». СММ потребовало более 24 миллионов рублей за несанкционированное размещение на сайте предложений о продаже 12 серий телефильма «Братья детективы», принадлежащего компании «Всемирные русские студии», являющейся частью СММ. Цена иска стала рекордной для споров о нарушении авторских прав распространителями контента.
В начале 2011 года Александр Лейвиман приобрёл французскую компанию Alexander company, зарегистрированную в Каннах. В апреле того же года он вместе с сыном Владимиром стал владельцем швейцарской управляющей компании Atlant Capital SA, этот проект планировался как семейный инвестиционный бизнес.
Александр Лейвиман получил патенты на более 40 изобретений (в частности «Огнезащитный вспучивающийся состав», «Способ фильтрования жидкости», «Полировальная паста» и др.), опубликовал 16 научных трудов, является академиком Международной академии информатизации. Есть информация о членстве Лейвимана в Московском английском клубе масонов.
Александр Лейвиман является акционером АФК «Система»: до 2005 года он, наравне с президентом компании Евгением Новицким, владел 4,8 % её акций. С годами его часть выросла до 12,3 %. Александр Лейвиман является членом советов директоров АФК «Система»; ОАО «МГТС»; ОАО «Система-Телеком»; ОАО «Система-Галс»; АКБ «МБРР»; ВАО «Интурист»; ЗАО «Система — Интернэшнл Групп»; ОАО «Система Масс-медиа»; ОАО «Рекламное агентство „Максима“» и др.